# 世尊院 (杉並区)
世尊院（せそんいん）は、東京都杉並区阿佐谷北にある真言宗豊山派の寺院。山号は阿谷山。正式名称は、阿谷山正覚寺世尊院。

## 歴史
当寺院は、1429年頃にそれまで阿佐ヶ谷の地にあった宝仙寺（この頃に中野坂上に移転し、現在に至っている。）の子寺として創建されたと言われている。江戸時代には除地450坪を賜っていた。かつては天祖神社（現・阿佐ヶ谷神明宮）の別当寺で、祇海という名の住職の時代に、お伊勢の森（阿佐谷北5丁目）にあった天祖神社を寺の隣に移したと伝わる。また、天沼熊野神社の別当寺でもあった。
現在の本堂は1935年のもの。1973年に傍を走る中杉通り建設のため現在地に移築された。現在では中杉通りを挟んで東側に本堂が、西側に墓地、観音堂などがある。明治時代から大正時代にはかつての杉並村の役場が当寺院の境内に置かれたこともあった。
本尊は不動明王立像。

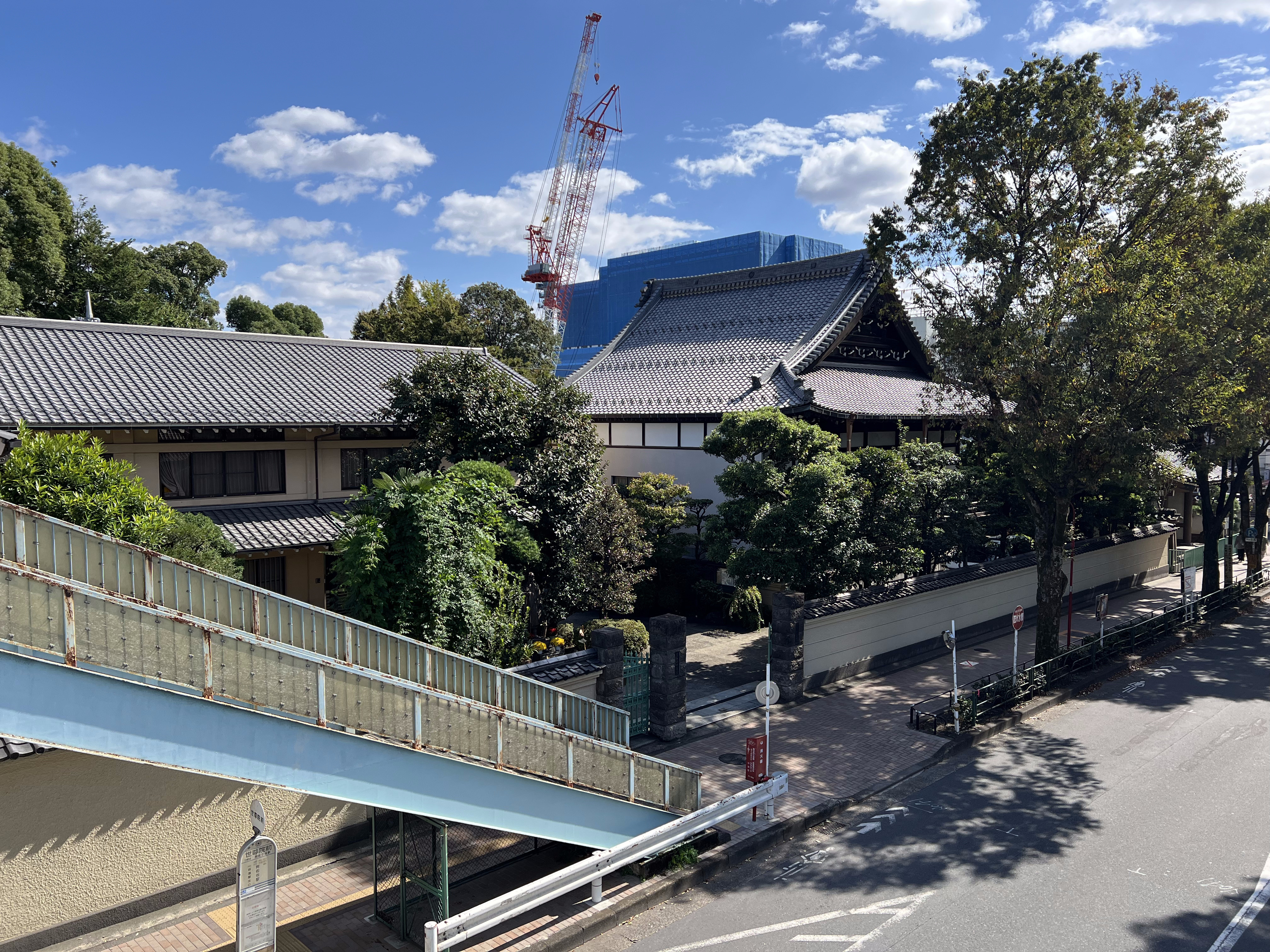
全景
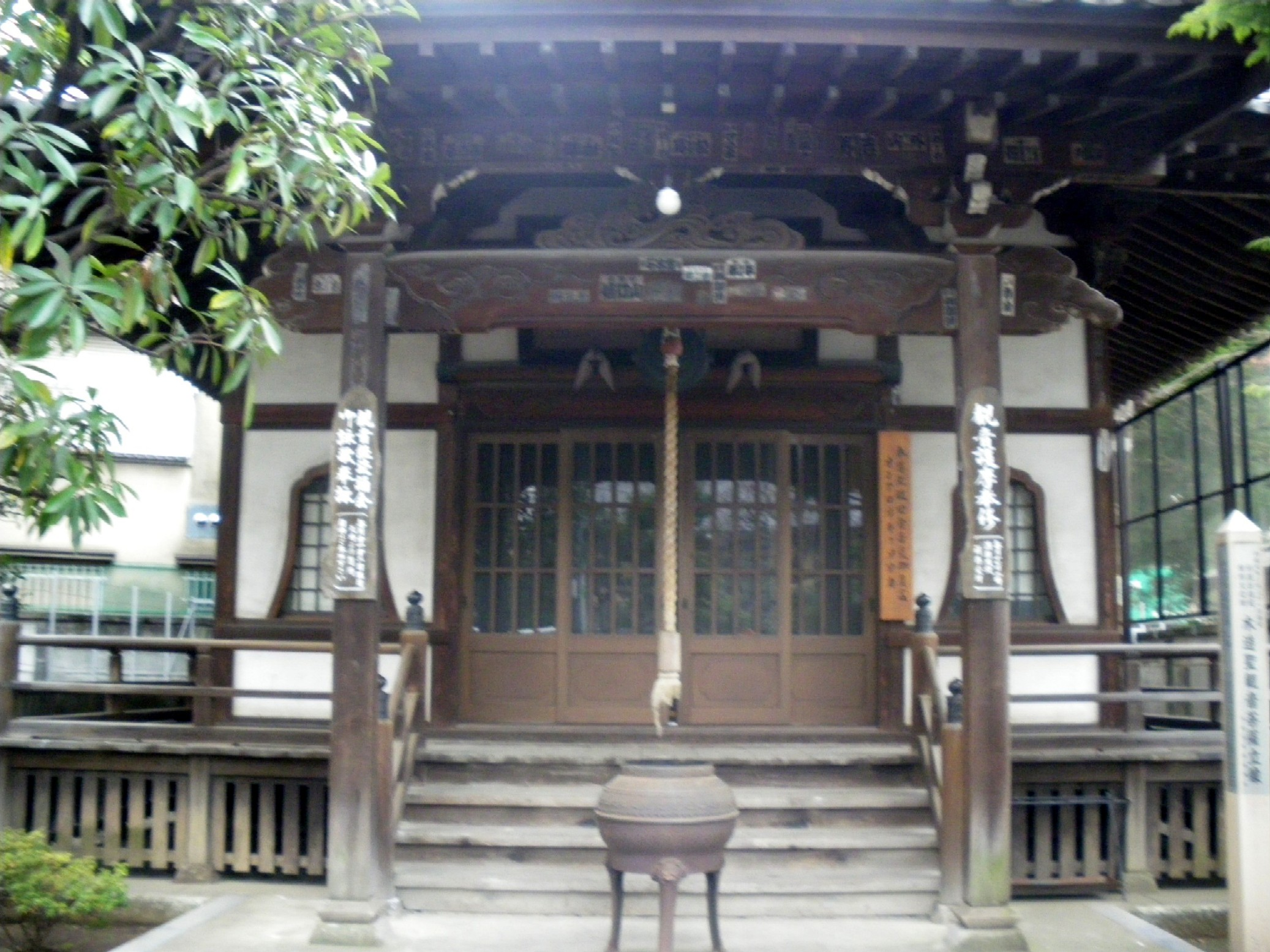
観音堂。聖観世音菩薩がまつられている。本堂とは中杉通りを挟んだ反対側になる。

## 施設・史跡
- 木造聖観世音菩薩立像…観音堂に納められている像。杉並区指定有形文化財。室町時代の作といわれている。

- 庚申待図像板碑…庫裏庭内に祀られる阿弥陀三尊の姿を彫った図像板碑は、天文十三年二月吉日の年紀を持つ区内唯一の庚申待図像板碑である。

また当寺院が母体となって隣接してある幼稚園『世尊院幼稚園』を運営している。

## アクセス
- 〒166-0001 東京都杉並区阿佐谷北1-26-2
- JR中央線（土曜・休日は各駅停車のみ）阿佐ケ谷駅北口より徒歩2 - 3分。または、バス「世尊院前」下車
- 拝観は日中の時間帯のみ無料。

## 近隣施設
- 阿佐ヶ谷神明宮